# Смілка конічна
Смілка конічна (Silene conica) — вид рослин з родини гвоздикових (Caryophyllaceae); поширений у північно-західній Африці, Європі, Західній і Середній Азії.

## Опис

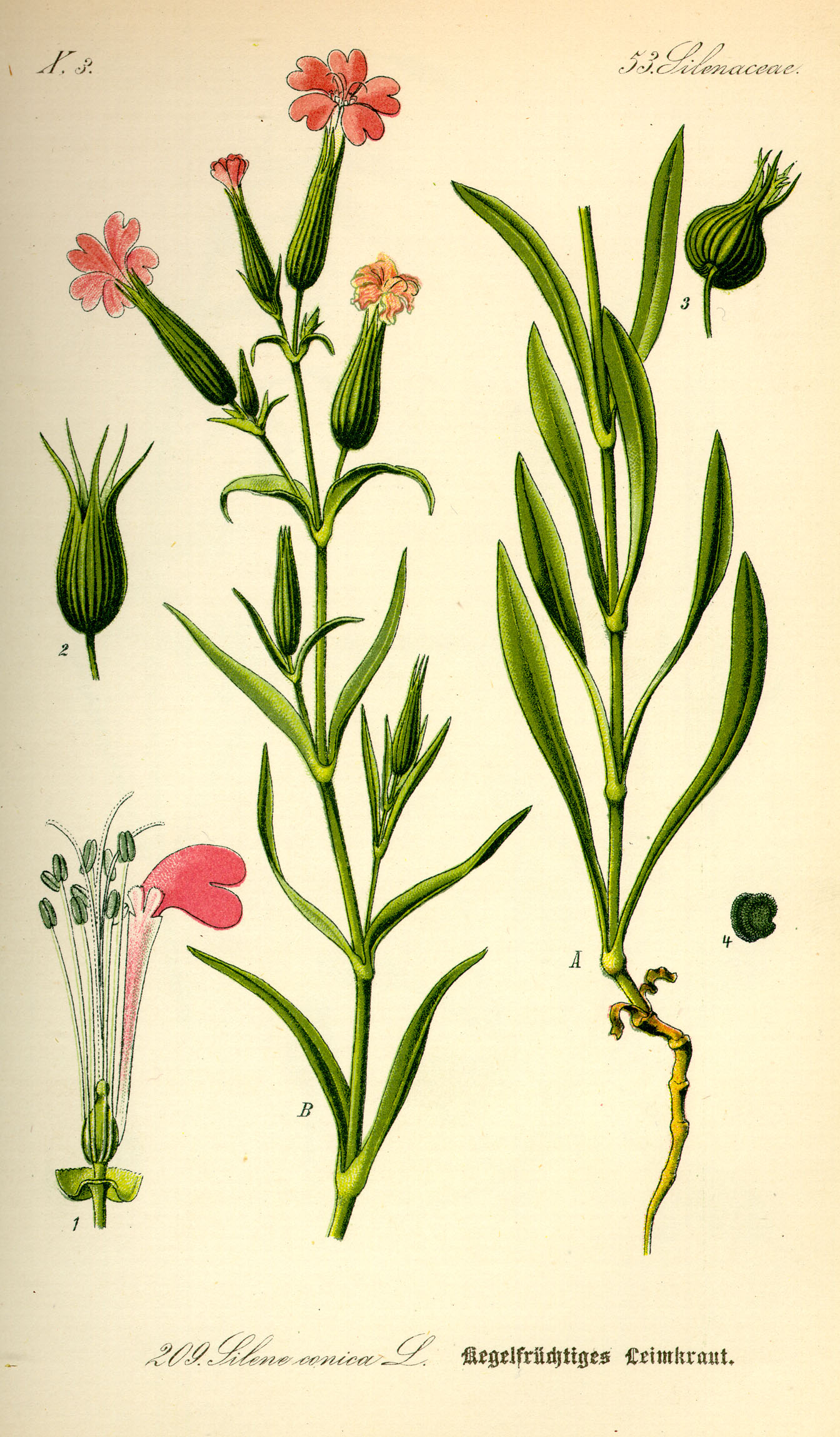
ілюстрація

Однорічна залозисто-запушена рослина зі стрижневим коренем. Стебло 10–50 см, просте або розгалужене від основи. Листки ланцетно-лінійні. Приквітки трав'янисті. Квітки рожеві; пелюстки невеликі, дволопатеві. Коробочки яйцювато-конічні, трохи коротші за чашечки. Насіння ниркоподібно-округле, 0.7–0.8 × 0.7–0.8 мм; поверхня ледь блискуча, сірувато-коричнева. 2n=20, 24.
Квітне у травні — липні.

## Поширення
Поширений у північно-західній Африці, західній, центральній і південній Європі, західній і середній Азії; інтродукований до США й північної Європи.
В Україні вид зростає на сухих схилах, пісках — у Степу, Криму, нерідко.